# 利氏赤鮨
利氏赤鮨為輻鰭魚綱鱸形目鱸亞目鮨科的其中一種，分布於西太平洋的切斯特菲爾德群島海域，棲息深度可達300公尺，體長可達13公分，為底棲性魚類，屬肉食性，生活習性不明。